# Hilda Runciman
Hilda Runcimane, vicomtesse Runciman de Doxford, née le 28 septembre 1869 et morte le 28 octobre 1956 à Londres (Royaume-Uni), est une femme politique britannique. Membre du Parti libéral, elle est députée entre 1928 et 1929.

## Biographie
Fille du député libéral James Cochran Stevenson, elle effectue ses études à la Notting Hill and Ealing High School et au Girton College, où elle excelle en cours d'histoire. En 1898, elle épouse l'homme politique Walter Runciman. Ils ont deux fils et trois filles.
Elle devient la première femme à être élue au conseil scolaire de Newcastle upon Tyne. Elle est également membre du comité d'éducation du conseil du comté de Northumberland et l'une des premières femmes magistrat.
Dans les années 1920, elle assume un rôle politique davantage national. Elle est présidente de la Women's Liberal Federation (Fédération libérale nationale des femmes) de 1919 à 1921 et siège dans son comité exécutif pendant de nombreuses années. Elle est également présidente du Women's Free Church Council, membre de l'exécutif du syndicat League of Nations, présidente de la Westminster Housing Association et fondatrice du Westminster Housing Trust. Au sein du Parti libéral, elle est une fervente partisane de Herbert Henry Asquith et, sous sa présidence, l'organisation des femmes libérales soutient le maintien du libéralisme indépendant et la fin de la coalition Lloyd George (en).
Elle devient députée à la Chambre des communes du Royaume-Uni en 1928, après avoir été élue lors d'un scrutin partiel pour la circonscription de St Ives, bien qu'elle ne siège qu'une année, laissant son siège à son mari lors des élections de 1929. Elle se présente elle-même dans la circonscription de Tavistock, poussée par les libéraux de la région mais contre la volonté de la hiérarchie du parti, mécontente qu'elle ne soutienne pas son leader, David Lloyd George. Elle perd de justesse, à 152 voix, contre le député sortant Wallace Duffield Wright.

## Titre
En 1937, son mari devient vicomte Runciman de Doxford. Elle porte dès lors le titre de vicomtesse.

## Décès
Elle meurt d'une crise cardiaque à son domicile, au 73 Portland Place (Londres), en 1956, à l'âge de 87 ans.